# زوغديدي
زوغديدي (بالإنجليزية: Zugdidi)‏ هي بلدة تقع في جورجيا في سامغريلو زيمو سفانيتي. يقدر عدد سكانها بـ 75,100 نسمة .

## المناخ
يظهر الجدول التالي التغييرات المناخية على مدار السنة لزوغديدي:
| البيانات المناخية لـزوغديدي       | البيانات المناخية لـزوغديدي | البيانات المناخية لـزوغديدي | البيانات المناخية لـزوغديدي | البيانات المناخية لـزوغديدي | البيانات المناخية لـزوغديدي | البيانات المناخية لـزوغديدي | البيانات المناخية لـزوغديدي | البيانات المناخية لـزوغديدي | البيانات المناخية لـزوغديدي | البيانات المناخية لـزوغديدي | البيانات المناخية لـزوغديدي | البيانات المناخية لـزوغديدي | البيانات المناخية لـزوغديدي |
| الشهر                             | يناير                       | فبراير                      | مارس                        | أبريل                       | مايو                        | يونيو                       | يوليو                       | أغسطس                       | سبتمبر                      | أكتوبر                      | نوفمبر                      | ديسمبر                      | المعدل السنوي               |
| --------------------------------- | --------------------------- | --------------------------- | --------------------------- | --------------------------- | --------------------------- | --------------------------- | --------------------------- | --------------------------- | --------------------------- | --------------------------- | --------------------------- | --------------------------- | --------------------------- |
| الدرجة القصوى °م (°ف)             | 22.2 (72.0)                 | 25.4 (77.7)                 | 31.0 (87.8)                 | 36.1 (97.0)                 | 38.2 (100.8)                | 40.6 (105.1)                | 42.4 (108.3)                | 41.9 (107.4)                | 40.4 (104.7)                | 35.6 (96.1)                 | 30.2 (86.4)                 | 26.4 (79.5)                 | 42.4 (108.3)                |
| متوسط درجة الحرارة الكبرى °م (°ف) | 10.3 (50.5)                 | 11.5 (52.7)                 | 14.7 (58.5)                 | 19.8 (67.6)                 | 24.3 (75.7)                 | 27.1 (80.8)                 | 28.6 (83.5)                 | 29.2 (84.6)                 | 26.3 (79.3)                 | 21.9 (71.4)                 | 16.4 (61.5)                 | 12.1 (53.8)                 | 20.2 (68.4)                 |
| المتوسط اليومي °م (°ف)            | 5.2 (41.4)                  | 6.1 (43.0)                  | 9.2 (48.6)                  | 13.6 (56.5)                 | 17.9 (64.2)                 | 21.5 (70.7)                 | 23.8 (74.8)                 | 24.3 (75.7)                 | 20.2 (68.4)                 | 15.1 (59.2)                 | 10.4 (50.7)                 | 6.7 (44.1)                  | 14.5 (58.1)                 |
| متوسط درجة الحرارة الصغرى °م (°ف) | 2.1 (35.8)                  | 2.7 (36.9)                  | 5.5 (41.9)                  | 9.2 (48.6)                  | 13.1 (55.6)                 | 17.0 (62.6)                 | 19.8 (67.6)                 | 20.4 (68.7)                 | 16.2 (61.2)                 | 11.3 (52.3)                 | 6.3 (43.3)                  | 2.9 (37.2)                  | 10.5 (50.9)                 |
| أدنى درجة حرارة °م (°ف)           | −14.0 (6.8)                 | −15.3 (4.5)                 | −10.7 (12.7)                | −2.6 (27.3)                 | 0.8 (33.4)                  | 7.2 (45.0)                  | 12.1 (53.8)                 | 10.6 (51.1)                 | 3.9 (39.0)                  | −0.6 (30.9)                 | −8.5 (16.7)                 | −11.3 (11.7)                | −15.3 (4.5)                 |
| الهطول مم (إنش)                   | 145 (5.7)                   | 126 (5.0)                   | 124 (4.9)                   | 130 (5.1)                   | 93 (3.7)                    | 184 (7.2)                   | 153 (6.0)                   | 171 (6.7)                   | 162 (6.4)                   | 156 (6.1)                   | 165 (6.5)                   | 173 (6.8)                   | 1٬782 (70.2)                |
| المصدر: meteo.gov.ge              |                             |                             |                             |                             |                             |                             |                             |                             |                             |                             |                             |                             |                             |

## المدن التوأمة
مدينة كولومبوس (جورجيا) هي مدينة توأمة لـزوغديدي.

## أعلام
- نيكا كفيكفيسكيري